# Gnathocera allardi
Gnathocera allardi är en skalbaggsart som beskrevs av Ruter 1964. Gnathocera allardi ingår i släktet Gnathocera och familjen Cetoniidae. Inga underarter finns listade i Catalogue of Life.